# Andrea Steinbecher
Andrea Steinbecher (* 29. November 1976 als Andrea Brede in Goslar) ist eine ehemalige deutsche Triathletin, deutsche Triathlon-Meisterin in der Mitteldistanz (2004) und Siegerin der Ironman European Championships (2006).

## Werdegang

### Triathlon seit 1998
Nachdem sie in ihrer Jugend verschiedene Sportarten ausprobiert hatte – wie Schwimmen, Tennis und rhythmische Sportgymnastik – kam sie 1998 zum Triathlon. Anlass war ein Aufenthalt als Au-Pair in den USA, genauer in Memphis im Bundesstaat Tennessee. Nach eigenen Angaben nahm Brede aufgrund des energiereichen amerikanischen Essens binnen kurzer Zeit erheblich zu. Dem wollte sie entgegenwirken, indem sie sich einer Schwimmtrainingsgruppe anschloss. Die meisten Mitglieder dieser Gruppe waren Triathleten, sodass sie bald auch das Lauf- und Radtraining aufnahm.
Zurück in Deutschland, trat sie in die Triathlonabteilung des Krefelder Kanu Klubs ein. Für die Triathlonmannschaft dieses Vereins startete sie zunächst in der zweiten und ab dem Jahr 2000 in der ersten Triathlon-Bundesliga.

### Triathlon-Profi seit 2004
2004 wechselte Brede ins Profilager. Im selben Jahr wurde sie Deutsche Meisterin über die Mitteldistanz, belegte beim Ironman Austria in Klagenfurt den zweiten Platz und nahm erfolgreich an weiteren Wettkämpfen teil.
Im folgenden Jahr verpasste Brede knapp die Titelverteidigung. Sie belegte bei den deutschen Meisterschaften über die Mitteldistanz hinter Katja Schumacher den zweiten Platz. Ebenfalls den zweiten Platz errang sie beim Ironman Lanzarote im Jahr 2005. Im selben Jahr gewann sie in Bonn und Köln die Triathlonwettkämpfe über die Mitteldistanz.

### Siegerin Ironman Germany 2006
Der Durchbruch gelang Brede, als sie 2006 den Ironman Germany in Frankfurt für sich entscheiden konnte. Mit einigem Abstand wurde sie im selben Jahr von den Lesern einer Fachzeitschrift zur deutschen Triathletin des Jahres gewählt.
Bei dem Versuch, die Ironman European Championship 2007 in Frankfurt zu verteidigen, wurde Brede nach einem insgesamt außergewöhnlich schnellen Rennen auf der Zielgeraden von Nicole Leder überholt und damit auf den zweiten Platz verwiesen. 2008 konnte sie in Frankfurt wegen einer Verletzung nicht antreten.
Brede hat an der Deutschen Sporthochschule in Köln Sportwissenschaften studiert. Den Schwerpunkt legte sie dabei auf die Bereiche Management und Ökonomie. Am 1. August 2009 heiratete sie in Paris Eric Steinbecher.
Vom Frühjahr 2009 an war sie Mitglied des Abu Dhabi Triathlon Teams um Faris Al-Sultan – verließ das Team aber im März 2010 wieder. Seit 2010 tritt sie nicht mehr international in Erscheinung.

## Sportliche Erfolge
| Datum/Jahr    | Rang | Wettbewerb                                         | Austragungsort | Zeit       | Bemerkung |
| ------------- | ---- | -------------------------------------------------- | -------------- | ---------- | --- |
| 18. Juli 2010 | 1    | Braunschweig Triathlon                             | Braunschweig   | 02:17:57   | Niedersächsische Landesmeisterschaft im Kurztriathlon                                                                                 |
| 13. Juni 2010 | 3    | Bonn-Triathlon                                     | Bonn           | 03:15:59   | 3,8 km Schwimmen, 60 km Radfahren und 15 km Laufen                                                                                    |
| 6. Juni 2010  | 3    | Mönchshof Triathlon                                | Kulmbach       | 04:36:22   | Internationale Deutsche Meisterschaft Mitteldistanz (2 km Schwimmen, 85 km Radfahren, 20 km Laufen) hinter der Siegerin Diana Riesler |
| 6. Sep. 2009  | 1    | Cologne Classic                                    | Köln           |            | Sieg auf der Mitteldistanz |
| 16. Aug. 2009 | 3    | Ironman 70.3 Germany                               | Wiesbaden      | 04:49:28   | [ 6 ] |
| Juni 2009     | 2    | Bonn-Triathlon                                     | Bonn           |            | |
| 10. Aug. 2008 | 2    | Ironman 70.3 Germany                               | Wiesbaden      | 04:49:26,7 | Zweiter Rang – hinter Virginia Berasategui-Luna                                                                                       |
| 19. Aug. 2007 | 3    | Ironman 70.3 Germany                               | Wiesbaden      |            | |
| Juni 2007     | 1    | Bonn-Triathlon                                     | Bonn           |            | |
| Juni 2006     | 1    | Bonn-Triathlon                                     | Bonn           |            | Siegerin auf der Mitteldistanz (3,8 km Schwimmen, 60 km Radfahren und 15 km Laufen)                                                   |
| 13. Sep. 2005 | 2    | DTU Deutsche Triathlon Meisterschaft Mitteldistanz | Kulmbach       |            | Deutsche Vize-Meisterin beim Mönchshof-Triathlon                                                                                      |
| 2005          | 1    | Cologne Classic                                    | Köln           |            | Triathlon über die Mitteldistanz |
| 14. Sep. 2004 | 1    | DTU Deutsche Triathlon Meisterschaft Mitteldistanz | Kulmbach       | 04:48:06   | Deutsche Meisterin |

| Datum/Jahr    | Rang | Wettbewerb           | Austragungsort    | Zeit     | Bemerkung                                       |
| ------------- | ---- | -------------------- | ----------------- | -------- | ----------------------------------------------- |
| 4. Juli 2010  | DNF  | Ironman Germany      | Frankfurt am Main | –        | Rennabbruch auf der Radstrecke                  |
| 10. Okt. 2009 | 38   | Ironman Hawaii       | Hawaii            | 10:17:00 | [ 8 ]                                           |
| 5. Juli 2009  | 4    | Ironman Germany      | Frankfurt am Main | 09:13:56 |                                                 |
| 5. Apr. 2009  | DNF  | Ironman South Africa | Port Elizabeth    | –        | [ 9 ]                                           |
| 1. Juli 2007  | 2    | Ironman Germany      | Frankfurt am Main | 09:04:16 | nur 5 Sekunden hinter der Siegerin Nicole Leder |
| 23. Juli 2006 | 1    | Ironman Germany      | Frankfurt am Main |          | Ironman European Championship                   |
| 21. Mai 2005  | 2    | Ironman Lanzarote    | Puerto del Carmen |          |                                                 |
| 4. Juli 2004  | 2    | Ironman Austria      | Klagenfurt        | 09:20:46 | Silbermedaille hinter der Ungarin Erika Csomor  |

(DNF – Did Not Finish)